# .pn
.pn er et nationalt topdomæne der er reserveret til Pitcairnøerne. 
Domænet bruges virtuelt som et domæne for det falske land Panem i The Hunger Games-trilogien, der findes som bog og film. Flere hjemmesider med domænet .pn bruges således til sider om landet, som ikke eksisterer i virkeligheden.
| Nationale topdomæner | Spire Denne artikel om nationale topdomæner er en spire som bør udbygges. Du er velkommen til at hjælpe Wikipedia ved at udvide den. |